# Jerzy Gryniakow
Jerzy Gryniakow (ur. 8 listopada 1925 we Włocławku, zm. 14 września 1992 w Essen) – polski duchowny Kościoła Ewangelicko-Augsburskiego w RP, teolog i historyk, profesor nauk teologicznych, rektor Chrześcijańskiej Akademii Teologicznej w Warszawie, specjalista w zakresie teologii praktycznej i historii Kościoła.

## Życiorys
Naukę gimnazjalną przerwał mu wybuch II wojny światowej. W 1948 ukończył liceum im. Mikołaja Kopernika w Toruniu. Odbył studia na Wydziale Teologii Ewangelickiej Uniwersytetu Warszawskiego (1951). Po ordynacji 20 maja 1951 został mianowany wikariuszem ks. dr. Woldemara Gastparego w Piotrkowie Trybunalskim. Od 1 grudnia 1953 administrator parafii w Piotrkowie i Zelowie. 13 listopada 1966 został wybrany, a 30 kwietnia 1967 wprowadzony w urząd proboszcza parafii w Piotrkowie, który pełnił do przejścia na emeryturę 30 września 1991. W latach 1983–1987 był administratorem parafii w Tomaszowie Mazowieckim. Był ogólnopolskim duszpasterzem młodzieżowym. Przez wiele lat był członkiem Synodu Kościoła i Konsystorza. W 1967 ukończył filologię germańską na Uniwersytecie im. Adama Mickiewicza w Poznaniu.
W 1970 podjął pracę nauczyciela akademickiego Wydziału Teologicznego Chrześcijańskiej Akademii Teologicznej w Warszawie. W 1972 obronił  tam pracę doktorską pt. Ekumeniczne dążenia protestantyzmu polskiego od traktatu warszawskiego 1767-1768 do II wojny światowej, natomiast w 1975 otrzymał stopień doktora habilitowanego nauk teologicznych na podstawie dorobku naukowego oraz rozprawy pt. Ustalenie stanu prawnego dla Kościoła Ewangelicko-Augsburskiego. Otrzymał stopień docenta i został kierownikiem Katedry Teologii Praktycznej ChAT. W 1983 Rada Państwa nadała mu tytuł naukowy profesora. W latach 1981–1987 był prorektorem tej uczelni, a w latach 1987-1990 rektorem ChAT
Po przejściu na emeryturę w 1991 wyjechał do Essen, gdzie do śmierci w kościele miejskim odprawiał nabożeństwa dla zamieszkałych tam Polaków.

## Życie prywatne
W 1951 poślubił Olgę Annę Englert.

## Wybrane publikacje
- Teraz w młodych życia latach (1986)
- Duszpasterstwo ewangelickie (1980)
- Ekumeniczne dążenia protestantyzmu polskiego od traktatu warszawskiego 1767/68 do II wojny światowej (1972)